# Almostacfi II
Abu Arrabi Solimão Almostacfi Bilá (em árabe: أبو الربيع سليمان المستكفي بالله; romaniz.: Abu ar-Rabi Sulayman al-Mustakfi bi-llah), dito Almostacfi II do Cairo (em árabe: المستكفي بالله), foi o décimo-segundo califa abássida do Cairo, no Egito, sob os sultões mamelucos entre 1441 e 1451.

## História
Solimão Almostacfi foi o terceiro filho de Mutavaquil I a reinar como califa, sucedendo ao irmão Almutadide II quando ele morreu em 1441. Seu reinado como califa coincidiu completamente com o do sultão mameluco burjita Jacmaque. Ele foi sucedido por seu irmão Alcaim em 1451.